# Liste des cathédrales de Serbie
Cet article recense les cathédrales de la Serbie.

## Catholicisme[1]
- Cathédrale de la Bienheureuse-Vierge-Marie de Belgrade
- Co-cathédrale du Christ-Roi de Belgrade
- Cathédrale Saint-Nicolas à Ruski Krstur
- Cathédrale Saint-Dimitri à Sremska Mitrovica
- Cathédrale Sainte-Thérèse-d'Avila à Subotica
- Cathédrale Saint-Jean-Népomucène à Zrenjanin

## Orthodoxie
- Cathédrale Saint-Michel à Belgrade
- Cathédrale Saint-Georges à Novi Sad
- Cathédrale Saint-Nicolas de Vršac
- Cathédrale de la Sainte-Trinité à Niš
- Cathédrale Saint-Nicolas à Sremski Karlovci
- Cathédrale de la Sainte-Trinité à Vranje
- Cathédrale de la Dormition-de-la-Mère-de-Dieu à Kragujevac
- Cathédrale de la Résurrection à Valjevo
- Cathédrale des Saints-Apôtres-Pierre-et-Paul de Šabac
- Cathédrale Saint-Michel-et-Saint-Gabriel à Požarevac
- Cathédrale Saint-Georges de Smederevo